# Begoña Beristain García
Begoña Beristain García (Bilbao, 26 de septiembre de 1967) es periodista, runner y colaboradora en iniciativas solidarias.

## Trayectoria
Beristain es licenciada en Ciencias de la Información por la Facultad de Ciencias Sociales y de la información de la UPV/EHU. Trabaja en la radio desde 1989. Tras realizar las prácticas de la carrera en la radio, se quedó en los servicios informativos de Radio Cadena, después Radio Nacional. En 1991 pasó a Onda Vasca donde ha trabajado tanto en los servicios informativos como en la redacción de programas. Dirige y presenta el programa magacine diario“ "Euskadi Hoy Edición de Tarde" y  el programa semanal "MendiRun" sobre el running y el trail, en el que colabora su entrenador, Imanol Loizaga. Asimismo, colabora semanalmente en el programa "Qué me estás contando" de ETB2.
En ocasiones ejerce de presentadora, tertuliana en diversos programas y ponente en jornadas periodísticas. A diario escribe en su blog "Veterana B".
Se ha convertido en una runner pasados los 40 años. Ha participado en decenas de carreras populares y diez maratones, entre ellos el de Nueva York. Su experiencia como runner le ha cambiado la vida y la empodera cada día. Por ello, decidió escribir el libro Tú también puedes ser runner. La experiencia vital de una corredora + allá de los 40 (2017). y abrir un blog semanal sobre running.
Implicada con las causas solidarias, colabora con la Asociación ADELA, desde que su madre falleciera de ELA, también es WOP (Walk On Proyect), ayudando a recaudar fondos para luchar contra las enfermedades degenerativas y miembro del Consejo Asesor de la Fundación Adsis.

## Obras
- Tú también puedes ser runner. La experiencia vital de una corredora + allá de los 40 (2017).[17]

## Premios y reconocimientos
Ha sido varias veces galardonada por las diferentes facetas que desarrolla:
- Premio Ur Saria 2014 otorgado por Getxoblog.
- Premio Periodista Digital 2015 otorgado por el colegio y la Asociación de Periodistas Vascos por su blog “Veterana B”.[23][24]
- Premio al Blog Revelación 2016 por Veterana B otorgado por el Grupo Noticias.[25]
- Premios a la comunicación FEKOOR Sariak 2016.[26]
- Tercera clasificada en la Sahara Maratón, 2017.[27][28]